# Super Tourenwagen Cup
Super Tourenwagen Cup (STW) – mistrzostwa samochodów turystycznych organizowane w Niemczech w latach 1994-1999.
Seria powstała gdy BMW oraz Audi opuściły serię Deutsche Tourenwagen Meisterschaft (DTM) po wprowadzeniu w niej nowych przepisów zwiększających koszty uczestnictwa. STW natomiast korzystała ze standardowych regulacji kategorii superturystycznej stosowanych również w seriach rozgrywanych w innych krajach. Pozwalało to na wykorzystanie jednej konstrukcji dla rywalizacji w kilku narodowych seriach tego typu.
Koniec istnienia STW splótł się z odrodzeniem serii DTM (tym razem skrót rozwijany jest jako Deutsche Tourenwagen Masters) w 2000 roku. Natomiast następcą STW, w nieco bardziej amatorskiej formie (brak zespołów fabrycznych) została seria Deutsche Tourenwagen Challenge (DTC) oraz później ADAC Procar Series.

## Mistrzowie
| Rok  | Kierowca           | Samochód        | Zespół                        |
| ---- | ------------------ | --------------- | ----------------------------- |
| 1994 | Johnny Cecotto     | BMW 318is       | BMW Motorsport                |
| 1995 | Joachim Winkelhock | BMW 320i        | Schnitzer Motorsport          |
| 1996 | Emanuele Pirro     | Audi A4 quattro | A.Z.K/R.O.C.                  |
| 1997 | Laurent Aiello     | Peugeot 406     | Peugeot Esso                  |
| 1998 | Johnny Cecotto     | BMW 320i        | BMW Motorsport Team Schnitzer |
| 1999 | Christian Abt      | Audi A4 quattro | Abt Sportsline                |